# Saltos ornamentais nos Jogos Pan-Americanos de 2023 - Qualificação
Abaixo está o sistema de qualificação e os comitês olímpicos nacionais qualificados aos Saltos ornamentais nos Jogos Pan-Americanos de 2023, programado para ser realizado em Santiago, no Chile, de 26 a 30 de outubro de de 2023.

## Sistema de classificação
Um total de 80 atletas (40 por gênero) irão se classificar para competir. Uma nação pode inscrever até 10 atletas (se inscrever times para os saltos sincronizados) ou 6 atletas (se não inscrever times para os saltos sincronizados), exceto os vencedores dos Jogos Pan-Americanos Júnior de 2021, contanto que esses atletas participem apenas no evento para o qual se classificaram em Cali. O país-sede (Chile) classificou automaticamente uma equipe completa de 10 atletas (cinco por gênero). Os atletas que ficarem entre os 18 melhores no Campeonato Mundial da FINA de 2022 e de 2023 garantirão vagas para seus CONs. Além disso, em cada um dos campeonatos da CONSANAT (Zona 1) e no Campeonato Classificatório de Saltos Ornamentais da PAQ (Zona 2), atletas das federações participantes dos torneios poderão conquistar vagas para seus CONs, contanto que o número total de saltadores das respectivas zonas não exceda 24 em todas as categorias (incuindo aqueles que estão ranqueados na FINA das respectivas federações, mas excluindo atletas do Chile). Os atletas das Zonas 3 e 4 não possuem classificatórios específicos em suas zonas. Campeonatos nacionais ou eventos classificatórios das Zonas 3 e 4 podem ser utilizados para a escolha de atletas para as vagas já conquistadas. 
| Zona           | Masculino | Feminino | Total |
| -------------- | --------- | -------- | ----- |
| Sede           | 5         | 5        | 10    |
| Zona 1         | 10        | 10       | 20*   |
| Zona 2         | 10        | 10       | 20*   |
| Zona 3         | 5         | 5        | 10    |
| Zona 4         | 5         | 5        | 10    |
| Total athletes | 37        | 37       | 74    |

- mínimo de 20 e até 24 atletas, cada federação da Zona 1 limitada a até 10 atletas;
- mínimo de 20 e até 24 atletas, cada federação da Zona 2 limitada a até 10 atletas;

## Linha do tempo
| Evento                                                  | Data                                   | Local              |
| ------------------------------------------------------- | -------------------------------------- | ------------------ |
| Jogos Pan-Americanos Júnior de 2021                     | 25 de novembro - 5 de dezembro de 2021 | Cali, Colômbia     |
| Campeonato Mundial de Esportes Aquáticos de 2022        | 26 de junho - 3 de julho de 2022       | Budapeste, Hungria |
| Jogos Sul-Americanos de 2022                            | 2-5 de outubro de 2022                 | Assunção, Paraguai |
| Campeonato Classificatório de Saltos Ornamentais da PAQ | Fevereiro de 2023                      | México             |
| FINA Grand Prix Equivalent TBC -CAN/USA                 | Maio de 2023                           | ASD                |
| Campeonato Mundial de Esportes Aquáticos de 2023        | 14-30 de julho de 2023                 | Fukuoka, Japão     |

## Sumário de classificação
| Nação              | Sincronizado  | Sincronizado   | Sincronizado | Sincronizado   | Individual    | Individual    | Individual     | Individual   | Individual   | Individual    | Total | Total   |
| Nação              | 3 m masculino | 10 m masculino | 3 m feminino | 19 m masculino | 1 m masculino | 3 m masculino | 10 m masculino | 1 m feminino | 3 m feminino | 10 m feminino | Vagas | Atletas |
| ------------------ | ------------- | -------------- | ------------ | -------------- | ------------- | ------------- | -------------- | ------------ | ------------ | ------------- | ----- | ------- |
| CAN Canadá         | Yes           | Yes            | Yes          | Yes            | 2             | 2             | 2              | 2            | 2            | 2             | 16    | 10      |
| CHI Chile          | Yes           | Yes            | Yes          | Yes            | 2             | 2             | 2              | 2            | 2            | 2             | 16    | 10      |
| CUB Cuba           |               |                |              |                |               |               |                | 1            |              |               | 1     | 1       |
| USA Estados Unidos | Yes           | Yes            | Yes          | Yes            | 2             | 3             | 2              | 2            | 2            | 2             | 17    | 11      |
| MEX México         |               |                |              |                | 1             |               | 1              |              | 1            | 1             | 4     | 4       |
| Total: 5 CON       | 8             | 8              | 8            | 8              | 9             | 8             | 19             | 7            | 8            | 10            | TBD   | 80      |

## Sincronizado

### Trampolim de 3 m sincronizado masculino
| Competição | Vagas | Equipes classificadas |
| ---------- | ----- | --------------------- |
| País-sede  | 2     | CHI Chile             |
| Total      | ASD   |                       |

### Plataforma de 10 m sincronizada masculino
| Competição | Vagas | Equipes classificadas |
| ---------- | ----- | --------------------- |
| País-sede  | 2     | CHI Chile             |
| Total      | ASD   |                       |

### Trampolim de 3 m sincronizado feminino
| Competição | Vagas | Equipes classificadas |
| ---------- | ----- | --------------------- |
| País-sede  | 2     | CHI Chile             |
| Total      | ASD   |                       |

### Plataforma de 10 m sincronizada feminino
| Competição | Vagas | Equipes classificadas |
| ---------- | ----- | --------------------- |
| País-sede  | 2     | CHI Chile             |
| Total      | ASD   |                       |

## Individual

### Trampolim de 1 m masculino
Para os eventos individuais, um atleta só pode conquistar uma vaga por evento para seu CON.
| Competição                                              | Vagas | Classificados |
| ------------------------------------------------------- | ----- | --- |
| País-sede                                               | 2     | CHI Chile CHI Chile |
| Jogos Pan-Americanos Júnior de 2021                     | 1     | MEX México (Osmar Olvera Ibarra) |
| Campeonato Mundial de Esportes Aquáticos de 2022        | 6     | COL Colômbia (Sebastián Morales) USA Estados Unidos (Jordan Rzepka) JAM Jamaica (Yona Knight-Wisdom) DOM República Dominicana (Jonathan Ruvalcaba) USA Estados Unidos (Tyler Downs) MEX México (Kevin Muñoz) |
| Jogos Sul-Americanos de 2022                            | ASD   | |
| Campeonato Classificatório de Saltos Ornamentais da PAQ | ASD   | |
| Campeonato Mundial de Esportes Aquáticos de 2023        | ASD   | |
| Total                                                   | 9     | |

### Trampolim de 3 m masculino
Para os eventos individuais, um atleta só pode conquistar uma vaga por evento para seu CON.
| Competição                                              | Vagas | Classificados |
| ------------------------------------------------------- | ----- | --- |
| País-sede                                               | 2     | CHI Chile CHI Chile |
| Jogos Pan-Americanos Júnior de 2021                     | 1     | USA Estados Unidos (Quentin Henninger) |
| Campeonato Mundial de Esportes Aquáticos de 2022        | 5     | COL Colômbia (Luis Uribe) BRA Brasil (Rafael Fogaça) JAM Jamaica (Yona Knight-Wisdom) CUB Cuba (Carlos Escalona) COL Colômbia (Sebastián Morales) |
| Jogos Sul-Americanos de 2022                            | ASD   | |
| Campeonato Classificatório de Saltos Ornamentais da PAQ | ASD   | |
| Campeonato Mundial de Esportes Aquáticos de 2023        | ASD   | |
| Total                                                   | 8     | |

### Plataforma de 10 m masculino
Para os eventos individuais, um atleta só pode conquistar uma vaga por evento para seu CON.
| Competição                                              | Vagas | Classificados |
| ------------------------------------------------------- | ----- | --- |
| País-sede                                               | 2     | CHI Chile CHI Chile |
| Jogos Pan-Americanos Júnior de 2021                     | 1     | MEX México (Randal Willars) |
| Campeonato Mundial de Esportes Aquáticos de 2022        | 7     | CAN Canadá (Nathan Zsombor-Murray) CAN Canadá (Rylan Wiens) USA Estados Unidos (Josh Hedberg) USA Estados Unidos (Zachary Cooper) BRA Brasil (Isaac Souza) CUB Cuba (Carlos Ramos) CUB Cuba (Luis Cañabate) |
| Jogos Sul-Americanos de 2022                            | ASD   | |
| Campeonato Classificatório de Saltos Ornamentais da PAQ | ASD   | |
| Campeonato Mundial de Esportes Aquáticos de 2023        | ASD   | |
| Total                                                   | 10    | |

### Trampolim de 1 m feminino
Para os eventos individuais, um atleta só pode conquistar uma vaga por evento para seu CON.
| Competição                                              | Vagas | Classificados |
| ------------------------------------------------------- | ----- | --- |
| País-sede                                               | 2     | CHI Chile CHI Chile                                                                                                   |
| Jogos Pan-Americanos Júnior de 2021                     | 1     | CUB Cuba (Anisley García)                                                                                             |
| Campeonato Mundial de Esportes Aquáticos de 2022        | 4     | USA Estados Unidos (Sarah Bacon) CAN Canadá (Mia Vallée) CAN Canadá (Margo Erlam) USA Estados Unidos (Brooke Schultz) |
| Jogos Sul-Americanos de 2022                            | ASD   | |
| Campeonato Classificatório de Saltos Ornamentais da PAQ | ASD   | |
| Campeonato Mundial de Esportes Aquáticos de 2023        | ASD   | |
| Total                                                   | 7     | |

### Trampolim de 3 m feminino
Para os eventos individuais, um atleta só pode conquistar uma vaga por evento para seu CON.
| Competição                                              | Vagas | Classificados |
| ------------------------------------------------------- | ----- | --- |
| País-sede                                               | 2     | CHI Chile CHI Chile |
| Jogos Pan-Americanos Júnior de 2021                     | 1     | MEX México (Frida Zuñiga Guzman) |
| Campeonato Mundial de Esportes Aquáticos de 2022        | 5     | CAN Canadá (Mia Vallée) USA Estados Unidos (Sarah Bacon) USA Estados Unidos (Kristen Hayden) BRA Brasil (Luana Lira) MEX México (Arantxa Chávez) |
| Jogos Sul-Americanos de 2022                            | ASD   | |
| Campeonato Classificatório de Saltos Ornamentais da PAQ | ASD   | |
| Campeonato Mundial de Esportes Aquáticos de 2023        | ASD   | |
| Total                                                   | 8     | |

### Plataforma de 10 m feminino
Para os eventos individuais, um atleta só pode conquistar uma vaga por evento para seu CON.
| Competição                                              | Vagas | Classificados |
| ------------------------------------------------------- | ----- | --- |
| País-sede                                               | 2     | CHI Chile CHI Chile |
| Jogos Pan-Americanos Júnior de 2021                     | 1     | MEX México (Alejandra Estudillo) |
| Campeonato Mundial de Esportes Aquáticos de 2022        | 7     | BRA Brasil (Ingrid Oliveira) CAN Canadá (Caeli McKay) USA Estados Unidos (Daryn Wright) PUR Porto Rico (Maycey Vieta) USA Estados Unidos (Maggie Merriman) MEX México (Viviana Del Ángel) CUB Cuba (Anisley García) |
| Jogos Sul-Americanos de 2022                            | ASD   | |
| Campeonato Classificatório de Saltos Ornamentais da PAQ | ASD   | |
| Campeonato Mundial de Esportes Aquáticos de 2023        | ASD   | |
| Total                                                   | 10    | |